# Ikhia Zodi
Ikhia Aboubekr Zodi, né en 1919 à Winditane (Burkina Faso) et mort le 16 février 1996 à Niamey, est un homme politique nigérien.
Il est membre de l'Assemblée nationale française de 1951 à 1955 et membre du gouvernement nigérien de 1958 à 1963.

## Biographie
Ikhia Zodi est né dans le Tagazar village de Winditane. Il vient d'une famille touareg instruite et est le fils d'un membre de l'Amenokalat de Tagazar. Il fréquente les écoles primaires de Niamey et est diplômé de l'École normale William-Ponty près de Dakar. À partir de 1941, Zodi travaille comme enseignant dans les écoles élémentaires et les écoles nomades de l'administration coloniale en Afrique-Occidentale française. Il est directeur d'école à plusieurs reprises, par exemple à l'école militaire de Bingerville.

### Parcours professionnel
Zodi devient membre du Parti progressiste nigérien (PPN-RDA) en 1946, le premier parti politique nigérien fondé la même année. Il est élu membre du Conseil général du Niger pour Tahoua. De 1948 à 1960, il est membre du Syndicat des enseignants du Niger. En 1949, il passe du PPN-RDA au parti de l'Union des Nigériens Indépendants et Sympathisants (UNIS). Les deux sièges du territoire d'outre-mer du Niger à l'Assemblée nationale de la France ont été ouverts le 1er janvier. Il est réélu en juin 1951. Le chef du parti Georges Condat et Ikhia Zodi sont tous deux allés à l'UNIS.
Zodi est membre de l'Assemblée nationale jusqu'en 1955. De plus, il est élu à l'assemblée territoriale le 30 mars 1952 et réélu au parlement du Niger dans la circonscription de Filingué.
De 1952 à 1957, il est également membre du Grand Conseil de l'Afrique occidentale française. À l'Assemblée nationale française, Zodi est de 1951 à 1952 et de 1954 à 1955 membre de la Commission de l'éducation et de 1953 à 1954 membre de la Commission de la production industrielle. Jusqu'en 1953, il appartient à la faction de l'UDSR, puis il rejoint la faction des Indépendants d'Outre-mer. La même année, le précédent président de l'UNIS, Condat, quitte le parti et Ikhia Zodi prend la présidence du parti. Face à une famine qui fait rage au Niger de 1953 à 1954, Zodi critique publiquement les mesures inadéquates prises par l'administration sous le gouverneur Jean Toby, nommé par la France, à l'été 1954. L'administration fait alors pression sur l'UNIS pour qu'il se distancie de Zodi. D'autres fonctionnaires importants ont quitté le parti et à la fin Zodi est resté isolé avec quelques fidèles. Sa réélection à l'Assemblée nationale française en 1956 a échoué.
Il dissous l'UNIS le 24 février 1957 et fonde le 6 mars 1957 le Front démocratique nigérien (FDN) en tant que parti successeur, qui est affilié en tant que section nigériane de la Convention interterritoriale africaine. Pour la Convention Africaine, il est rédacteur en chef de son organe L'Unité jusqu'en 1958. Il écrit lui-même de nombreux articles. Dans le sillage de Boubou Hama, qui est démis de ses fonctions en 1957 pour des raisons politiques, Ikhia Zodi est également directeur de l'Institut français d'Afrique noire du Niger, plus tard, du Musée national nigérien. Le référendum constitutionnel du 28 septembre 1958 doit décider si le Niger devient immédiatement indépendant de la France ou reste une partie autonome de la puissance coloniale. Alors que le parti au pouvoir Sawaba au Niger fait campagne pour l'indépendance, le parti d'opposition PPN-RDA, dans lequel la carrière politique de Zodi a commencé, est en faveur du maintien de la France. Zodi, qui a auparavant bénéficié de la confiance du gouvernement Sawaba, décide après une hésitation initiale pour la position du PPN-RDA. Probablement à cause de cela, il perd son poste de directeur de l'Institut français d'Afrique noire du Niger. Le référendum est en faveur du PPN-RDA, en faveur du maintien avec la France. Le PPN-RDA a rapidement pris la responsabilité du gouvernement et mis en place un système à parti unique au Niger.
Ikhia Zodi approche le PPN-RDA et a son tour rejoint le gouvernement dirigé par Hamani Diori à partir de 20 ans. Nommé ministre de l'Éducation, de la Jeunesse et des Sports en décembre 1958. Grâce à cette décision, Diori peut être sûr du soutien d'une partie de la chefferie traditionnelle, les chefs traditionnels du pays, car Zodi vient de ce milieu. En tant que ministre de l'Éducation, Zodi résiste aux transferts d'enseignants soupçonnés par l'opposition, que le ministre de l'Intérieur Yansambou Maïga Diamballa ordonne à son insu. En raison de cette attitude, Zodi est rétrogradé au poste de secrétaire d'État à la chancellerie présidentielle à la défense dans le gouvernement nouvellement formé par Hamani Diori après l'indépendance du Niger en 1960. Au sein de l'Union Afro-Madagascar, Zodi reprend le rôle de Président du Conseil de Défense. Il reçoit un autre bureau ministériel le 25 juin 1963. Jusqu'alors, l'agenda de la politique étrangère du Niger est avec le président Diori, les bureaux d'un ministre des Affaires étrangères, confiés à Adamou Mayaki, et d'un ministre des Affaires africaines, confié à Ikhia Zodi, sont créés. La création d'un département Afrique distinct - exactement un mois après la fondation de l'Organisation de l'unité africaine - a marqué l'attachement du Niger au panafricanisme.

### Chute
La carrière politique de Zodi se termine brusquement le 3 décembre 1963. Ce jour-là, les préparatifs d'une tentative de coup d'État contre le président Diori, dont l'officier Hassan A. Diallo est inculpé, sont interrompus. Zodi, à son tour, est considéré comme le protecteur de Diallo, et lui et Diallo sont accusés d'avoir des contacts avec le parti interdit Sawaba dans le cadre de la tentative de coup d'État. Zodi est condamné à mort. Cette peine est ensuite commuée en une peine qu'il purge dans le sud du pays. Ikhia Zodi est libéré en février 1971. Il meurt 25 ans plus tard dans la capitale Niamey.